# Monti Olëkminskij Stanovik
I monti Olëkminskij Stanovik (in russo Олёкминский Станови́к?) sono una catena montuosa della Siberia Orientale, in Russia. Si trovano nella parte orientale del  Territorio della Transbajkalia.
I monti, che si trovano nel bacino dei fiumi Olëkma e Nerča, fanno parte dell'altopiano omonimo; si estendono per 170 km dalla parte superiore dell'Olëkma in direzione nord fino a raggiungere la catena del Kalakan (Калаканский хребет). La larghezza media della catena è di 10-15 km. L'altezza media varia dai 1 000 ai 1 400 m, l'altezza massima è quella di una cima senza nome (1 845 m).
La dorsale è composta principalmente da rocce del tardo Archeano e del Proterozoico, spezzate in alcuni punti da granitoidi del tardo Paleozoico. Il rilievo è sezionato da valli fluviali. Sulle pendici della cresta sono presenti kurum (fiumi di rocce) e cenge rocciose. I principali tipi di paesaggio sono la taiga di montagna e i fitti boschi.  